# Servqual
Servqual (typographie d'usage courant « SERVQUAL »), est un outil de recherche en marketing des services, conçu pour saisir les attentes des consommateurs en matière de qualité de service et leurs perceptions de la performance de prestataires de services ou de commerces au regard de ces attentes, selon cinq dimensions principales. Servqual s'appuie sur le modèle théorique de non-confirmation des attentes, ce qui signifie en termes simples que la qualité du service est comprise comme la mesure dans laquelle les attentes des consommateurs sont confirmées ou non, avant consommation, par leurs perceptions de l'expérience offerte par l'organisation. 

## Origine
Lorsque le questionnaire Servqual a été publié pour la première fois en 1985 par une équipe de chercheurs universitaires, A. Parasuraman, Valarie Zeithaml et Leonard L. Berry, pour mesurer la qualité dans le secteur des services,, il représentait une percée dans les méthodes utilisées pour mesurer la qualité des services. La valeur diagnostic de l’instrument est étayé par le modèle théorique de qualité de service qui constitue le cadre conceptuel pour l'élaboration de l'échelle (c’est-à-dire l’instrument ou le questionnaire). L’instrument a été largement appliqué dans divers secteurs d'activité et dans des contextes culturels différents et s’est révélé relativement robuste. Il est devenu l’échelle de mesure dominante dans le domaine de la qualité de service et a fait l'objet d'une traduction en français en 1990. Malgré l’intérêt de longue date pour Servqual et sa myriade d’applications contextuelles, il a néanmoins suscité quelques critiques de la part de chercheurs. 

## Définition
Servqual (ou SERVQUAL, comme la grande majorité des références le citent, quelle que soit la langue de publication) est un outil de recherche multidimensionnel, conçu pour mesurer la qualité de service en capturant les perceptions des répondants ainsi que les attentes sur les cinq dimensions de la qualité de service. Le questionnaire consiste à faire des paires d’items : 22 items décrivant ce que l’on attend et 22 items ce que l’on perçoit, organisés dans 5 dimensions qui sont supposées s’aligner avec la vision mentale qu’a le client d’un service de qualité : les éléments tangibles du service, sa fiabilité, la réactivité et la serviabilité du prestataire, l’assurance que le service sera fourni (crédibilité, sécurité...) et l’empathie et la compréhension du consommateur manifestés par le prestataire.
Le questionnaire est construit pour être utilisé dans une rencontre en face à face et demande un échantillon de taille moyenne ou grande pour obtenir un résultat statistiquement fiable. En pratique, il est coutume de rajouter des items comme les variables sociodémographiques, les expériences passées avec la marque ainsi que les intentions de l’échantillon : revisite, rachat, loyauté, intention de citer la marque auprès de ses proches. Ainsi, le questionnaire final peut comprendre plus de 60 questions et prend généralement au moins une heure par répondant à réaliser. La longueur du questionnaire, combinée aux exigences relatives à la taille de l'échantillon, entraîne des coûts importants en matière d'administration et d'analyse des données. 
| Dimension  | Nombre d'éléments dans le questionnaire | Définition                                                                            |
| ---------- | --------------------------------------- | ------------------------------------------------------------------------------------- |
| Fiabilité  | 5                                       | La capacité de réaliser le service de manière fiable et précise                       |
| Assurance  | 4                                       | La connaissance et la courtoisie des employés et leur capacité à inspirer confiance   |
| Tangibles  | 4                                       | L’apparence des locaux, des équipements, du personnel et du matériel de communication |
| Empathie   | 5                                       | La capacité de faire attention au client de manière individuelle                      |
| Réactivité | 4                                       | La volonté d'aider les clients et de fournir un service rapide                        |

L’outil, qui a été développé sur une période de 5 ans, a été testé et affiné avant d'avoir sa forme finale. Les concepteurs de cet outil, Parasuman, Ziethaml et Berry, affirment qu'il s'agit d'un instrument extrêmement fiable et valide. Il est certain qu'il a été largement utilisé et adapté dans la recherche sur la qualité des services pour de nombreuses industries et dans divers pays. Lors de l'application de Servqual, les chercheurs sont souvent obligés d'apporter des modifications mineures à l'instrument pour des questions spécifiques au contexte. Certains chercheurs étiquettent leurs instruments révisés avec des titres dérivés tels que EduQual (contexte éducatif), HealthQual (contexte hospitalier) et ArtsQual (musée d'art). 
| Dimension  | Exemple d'attentes                                                                                        | Échantillon de perceptions                                            |
| ---------- | --- | --------------------------------------------------------------------- |
| Fiabilité  | Quand une excellente marque de téléphone promet de faire quelque chose dans un délai donné, elle le fait. | La société XYZ fournit ses services à l'heure promise.                |
| Assurance  | Le comportement des employés d'excellentes banques inspirera confiance aux clients.                       | Le comportement des employés de la banque XYZ vous inspire confiance. |
| Tangibles  | D'excellentes compagnies de téléphone disposeront d'un équipement d'apparence moderne.                    | L'entreprise XYZ dispose d'un équipement d'apparence moderne.         |
| Empathie   | D'excellentes banques auront des heures d'ouverture pratiques pour les clients.                           | Les heures d'ouverture de la banque XYZ sont pratiques.               |
| Réactivité | Les employés d'excellentes compagnies de téléphone ne seront jamais trop occupées pour aider un client.   | Les employés de XYZ ne sont jamais trop occupés pour vous aider.      |

Le questionnaire Servqual a été décrit comme «le questionnaire standardisé le plus répandu pour mesurer la qualité de service». Il est largement utilisé par les entreprises de services, le plus souvent en conjonction avec d'autres mesures de la qualité du service et de la satisfaction de la clientèle. L'instrument Servqual a été développé dans le cadre d'une conceptualisation plus large de la manière dont les clients comprennent la qualité de service. Cette conceptualisation est connue sous le nom de « modèle de qualité de service » ou plus communément sous le nom de « modèle de lacunes ».

## Le modèle de qualité de service
Le modèle de la qualité de service, communément connu comme le modèle de lacunes fut développé par un groupe d'auteurs américains, A. Parasuraman, Valarie Zeithaml et Leonard Berry, lors d'un programme de recherche qui se déroula entre 1983 et 1988. Le modèle identifie les dimensions principales (ou composants) de la qualité de service.  Il propose une échelle permettant de mesurer la qualité de service (Servqual) et suggère les éventuelles causes des problèmes. Les concepteurs du modèle avaient initialement identifié dix dimensions de la qualité de service, mais après avoir testé et retesté, certaines de ces dimensions s'étaient retrouvé être auto-corrélé et le nombre total de dimensions fut réduit à cinq, à savoir : fiabilité, assurance, éléments tangibles, empathie et réactivité. Ces cinq dimensions sont censées représenter les dimensions de la qualité de service dans divers secteurs et contextes Parmi les étudiants en marketing, le mnémonique anglophone « RATER » peut être traduit en français sous la forme « FATER ». Cet acronyme est formé à partir de la première lettre de chacune des cinq dimensions, et est souvent utilisé comme moyen mnémotechnique.

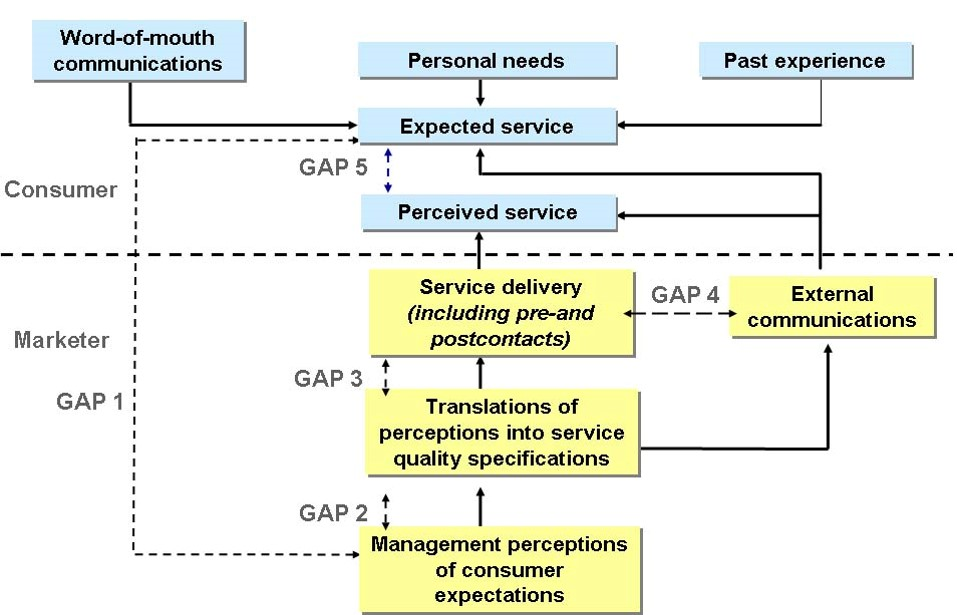
Un modèle simplifié de qualité de service.

Les entreprises utilisent à la fois l'instrument Servqual, c'est-à-dire le questionnaire, pour mesurer les problèmes potentiels de qualité de service, ainsi que le modèle de qualité de service pour aider à diagnostiquer les causes possibles du problème. Le modèle de qualité de service repose sur le paradigme de confirmation des attentes, qui suggère que les consommateurs perçoivent la qualité comme une perception de la qualité avec laquelle une prestation de service délivrée répond à leurs attentes. Ainsi, la qualité de service peut être conceptualisée comme une simple équation, SQ = P- E, où : 
- SQ est la qualité de service ;
- P est la perception individuelle de la prestation de service donnée ;
- E représente les attentes de l'individu à l'égard d'une prestation de service donnée.

Lorsque les attentes des clients sont supérieures à leur perception de la livraison reçue, la qualité du service est considérée comme faible. Lorsque les perceptions dépassent les attentes, la qualité du service est élevée. Le modèle de qualité de service identifie cinq lacunes susceptibles d'entraîner une dégradation de la qualité de service. Dans ce modèle, la lacune 5 correspond à la lacune de qualité de service et constitue la seule pouvant être mesurée directement. En d'autres termes, le questionnaire Servqual a été spécialement conçu pour capter la lacune 5. En revanche, les lacunes 1 à 4 ne peuvent pas être mesurées, mais ont une valeur diagnostique. 
| Lacune                              | Brève description | Causes probables |
| ----------------------------------- | --- | --- |
| Lacune 1 : Lacune de connaissances  | Différence entre le service attendu du marché cible et les perceptions de la gestion du service attendu du marché cible              | - Recherche marketing insuffisante - Communications ascendantes inadaptées - Trop de niveaux de management |
| Lacune 2 : Lacune de standards      | Différence entre la gestion des perceptions des attentes de la clientèle et la traduction en procédures et spécifications de service | - Manque d'engagement de la direction envers la qualité du service - Perceptions des employés de l'infaisabilité - Etablissement d'objectifs inadéquat - Standardisation des tâches inadéquate |
| Lacune 3 : Lacune de livraison      | Différence entre les spécifications de qualité de service et le service réellement fourni                                            | - Pannes techniques ou dysfonctionnements - Conflit de rôle / ambiguïté - Manque de contrôle perçu - Mauvais ajustement employé-emploi - Mauvaise technologie - Mauvaise supervision ou formation                                                                                                 |
| Lacune 4 : Lacune de communications | Différence entre les intentions de prestation de services et ce qui est communiqué au client                                         | - Manque de communication horizontale - Mauvaise communication avec les agences de publicités - Communications inadéquates entre les ventes et les opérations - Différences dans les politiques et les procédures au travers de branches ou divisions d'une entité - Propension à la sur-promesse |
| Lacune 5 : Lacune de compréhension  | Différence entre les attentes du client et la perception qu'il a du service (non-confirmation)                                       | - Mauvaise compréhension des demandes du client et de leurs raisons - Mauvaise compréhension par le client des implications de ses demandes - Demandes irréalistes |

## Développement de l'instrument et du modèle
Le développement du modèle de qualité des services a nécessité une recherche systématique qui a débuté en 1983 et qui, après plusieurs améliorations, a abouti à la publication de l’instrument Servqual en 1988. Les concepteurs du modèle ont commencé par une recherche documentaire exhaustive afin d’identifier les éléments qui étaient censés avoir une incidence sur la qualité perçue du service. Cette recherche initiale a permis d’identifier une centaine d’articles qui ont été utilisés dans les premières séries de tests auprès des consommateurs. L’analyse préliminaire des données, à l’aide d’une technique de réduction des données connue sous le nom d'analyse factorielle (également appelée analyse en composantes principales ), a révélé que ces éléments étaient chargés dans dix dimensions (ou composantes) de la qualité de service. Les dix dimensions initiales censées représenter la qualité de service étaient les suivantes : 
1. La compétence est la possession des compétences et des connaissances requises pour effectuer le service. Par exemple, il peut exister des compétences dans les connaissances et compétences du personnel de contact, des connaissances et des compétences du personnel de soutien opérationnel et des capacités de recherche de l'organisation.
2. La courtoisie est la considération pour la propriété du client et une apparence propre et soignée du personnel de contact, se traduisant par la politesse, le respect et la gentillesse.
3. La crédibilité comprend des facteurs tels que la fiabilité, la conviction et l'honnêteté. Cela implique que le client ait le meilleur intérêt possible. Il peut être influencé par le nom de l'entreprise, sa réputation et les caractéristiques personnelles du personnel de contact.
4. La sécurité permet au client de se sentir à l'abri de tout danger, risque ou doute, y compris la sécurité physique, la sécurité financière et la confidentialité.
5. L'accès est facile et facile à contacter. Par exemple, les heures et les emplacements pratiques des bureaux.
6. La communication signifie à la fois informer les clients dans une langue qu'ils sont capables de comprendre et les écouter. Une entreprise peut avoir besoin d'adapter sa langue aux différents besoins de ses clients. Les informations peuvent inclure, par exemple, une explication du service et de son coût, la relation entre les services et les coûts et des assurances quant à la manière dont les problèmes sont gérés efficacement.
7. Connaître le client signifie faire un effort pour comprendre ses besoins individuels, fournir une attention individualisée, reconnaître le client quand il arrive et ainsi de suite. Cela contribue à ravir les clients en dépassant leurs attentes.
8. Les biens meubles corporels constituent la preuve matérielle du service, par exemple, l'apparence des installations physiques, des outils et de l'équipement utilisés pour fournir le service; l'apparition de personnel et de matériel de communication et la présence d'autres clients dans le centre de services.
9. La fiabilité est la capacité d'effectuer le service promis d'une manière fiable et précise. Le service est exécuté correctement la première fois, la comptabilité est correcte, les enregistrements sont à jour et les horaires sont conservés.
10. La réactivité correspond à la volonté et à la volonté des employés d'aider les clients en leur fournissant des services rapides, tels que l'envoi immédiat d'un bordereau de transaction ou la prise de rendez-vous rapidement.

D’autres essais ont montré que certaines des dix dimensions préliminaires de la qualité du service étaient étroitement liées ou auto-corrigées. Les dix dimensions initiales ont donc été réduites et les étiquettes modifiées pour refléter avec précision les dimensions révisées. Au début des années 1990, les auteurs avaient affiné le modèle à cinq facteurs qui, dans les essais, semblent être relativement stables et robustes. 
1. Fiabilité : la capacité d’exécuter le service promis de façon fiable et précise ;
2. Assurance : la connaissance et la courtoisie des employés et leur capacité d'inspirer confiance ;
3. Tangibles : l’apparence des installations physiques, de l’équipement, du personnel et du matériel de communication ;
4. Empathie : la prestation d’une attention bienveillante et individualisée aux clients ;
5. Réactivité : la volonté d’aider les clients et de leur fournir un service rapide.

Ce sont les cinq dimensions de la qualité du service qui constituent la base des différents éléments de l’instrument de recherche Servqual (questionnaire). L'acronyme « RATER » est souvent utilisé pour aider les étudiants en marketing à se souvenir des cinq dimensions de la qualité explicitement mentionnées dans l’instrument de recherche. Ce sont ces cinq dimensions qui sont censées représenter la liste de contrôle mentale du consommateur en matière de qualité du service. 
Nyeck, Morales, Ladhari et Pons (2002) ont déclaré que l'outil de mesure Servqual «semble rester la tentative la plus complète de conceptualisation et de mesure de la qualité de service» (p.101). De nombreux chercheurs ont utilisé l'outil de mesure Servqual dans un large éventail de secteurs de services et de contextes tels que la santé, les banques, les services financiers et l'éducation (Nyeck, Morales, Ladhari et Pons, 2002).

## Critiques de Servqual et du modèle de qualité de service
Bien que l’instrument Servqual ait été largement appliqué dans divers contextes industriels et interculturels, cette approche suscite de nombreuses critiques. Francis Buttle a publié en 1996 l’une des critiques les plus complètes sur le modèle de qualité de service et l'instrument Servqual associé, dans laquelle des préoccupations à la fois opérationnelles et théoriques ont été identifiées. 
Malgré ces critiques, l’instrument Servqual, ou l’une de ses variantes (c’est-à-dire des formes modifiées), domine la recherche actuelle sur la qualité de service.Dans une revue de plus de 40 articles utilisant Servqual, une équipe de chercheurs a constaté que «peu de chercheurs se préoccupent de la validation de l'outil de mesure». Servqual n'est pas seulement le sujet d'articles universitaires, il est également largement utilisé par les praticiens du secteur. 
Voici néanmoins, certaines des critiques les plus significatives :

### Validité apparente
Le modèle de qualité de service trouve ses racines dans le paradigme attente-déconfirmation qui informe la satisfaction du client. Un certain nombre de chercheurs ont fait valoir que l'instrument de recherche capturait réellement la satisfaction plutôt que la qualité du service. D'autres chercheurs ont mis en doute la validité de la conceptualisation de la qualité de service comme une lacune.

### Validité de construction
Les développeurs du modèle ont testé et retesté l'échelle Servqual pour en vérifier la fiabilité et la validité. Toutefois, dans le même temps, les développeurs du modèle ont recommandé que l'utilisation appliquée de l'instrument modifie ou adapte celui-ci à des contextes spécifiques. Toute tentative d'adaptation ou de modification de l'échelle aura des conséquences sur la validité des éléments, ainsi que sur les dimensions de la fiabilité, de l'assurance, des biens meubles corporels, de l'empathie et de la réactivité.

### Ambiguïté des attentes en matière de construction
Servqual est conçu pour être administré après que les répondants ont expérimenté un service. Il leur est donc demandé de rappeler leurs attentes antérieures à l'expérience. Cependant, le rappel n'est pas toujours précis, ce qui soulève des questions quant à savoir si la conception de la recherche prend en compte avec précision les véritables attentes avant consommation. En outre, des études montrent que les attentes changent effectivement avec le temps. Les consommateurs modifient continuellement leurs attentes à mesure qu'ils acquièrent de l'expérience avec une catégorie de produit ou une marque À la lumière de ces informations, des préoccupations ont été exprimées quant à savoir si le fait d'expérimenter le service pourrait colorer les attentes des répondants.

### Définition opérationnelle du construit des attentes
La manière dont les attentes ont été opérationnalisées représente également une préoccupation pour les théoriciens qui étudient la validité du modèle des écarts. La littérature identifie différents types d'attentes. Parmi ceux-ci, il y a un argument selon lequel seules les attentes prévues sont des attentes vraies. Pourtant, l’instrument Servqual semble susciter des attentes idéales. Notez le libellé du questionnaire de la figure précédente qui fonde les attentes des répondants sur ce que feront d’excellentes entreprises. L'utilisation subtile de mots peut susciter différents types d'attentes. Il est important de connaître les véritables attentes, car cela a des conséquences sur les notes de qualité du service. Lorsque les chercheurs dégagent des attentes idéales, les scores globaux de qualité de service sont probablement moins bons, ce qui complique beaucoup la tâche des spécialistes du marketing.

### Longueur du questionnaire
La conception du questionnaire en paires appariées (total de 22 éléments d’attente plus 22 éléments de perception = 44 éléments) donne un très long questionnaire. Si les chercheurs ajoutent des éléments démographiques et autres éléments comportementaux, tels que leur expérience antérieure avec un produit ou une catégorie, et la batterie de données démographiques standard comprenant l'âge, le sexe, la profession, le niveau d'instruction, etc., le questionnaire moyen comportera environ soixante éléments. Concrètement, cela signifie que le questionnaire nécessiterait plus d'une heure par répondant lors d'une interview en face à face. Les longs questionnaires sont connus pour causer de la fatigue chez le répondant, ce qui peut avoir des implications potentielles sur la fiabilité des données. En outre, les longs questionnaires augmentent le temps et les coûts liés à la collecte et à l'analyse des données. Le codage, la compilation et l'interprétation des données prennent beaucoup de temps et, dans le cas de longs questionnaires administrés sur de grands échantillons, les résultats ne peuvent pas être utilisés pour résoudre des problèmes urgents liés à la qualité. Dans certains cas, il peut être nécessaire de mener une recherche « rapide et sale » en attendant les résultats d'études avec un plan de recherche supérieur.

### Administration du questionnaire
Certains analystes ont souligné que l’instrument ServPerf, développé par Cronin et Taylor,, et qui réduisait de moitié le nombre d’items du questionnaire (22 perceptions seulement), permet d’obtenir des résultats en corrélation étroite avec Servqual, et ce : sans altérer la puissance de diagnostic, en améliorant la précision des données grâce à la réduction de l’ennui et de la fatigue des répondants ainsi qu'en réduisant les coûts d’administration.

### Instabilité dimensionnelle
Un certain nombre d’études ont révélé que les cinq dimensions de la qualité de service implicites dans le modèle (fiabilité, assurance, éléments tangibles, empathie et réactivité) ne tiennent pas lorsque la recherche est reproduite dans différents pays, différentes industries, sur différents segments de marchés ou même à des périodes différentes,. Certaines études indiquent que les éléments Servqual ne s’appuient pas toujours sur les mêmes facteurs. Dans certaines recherches empiriques, les éléments se chargent sur moins de dimensions, tandis que d’autres études indiquent que les éléments se chargent sur plus de cinq dimensions de la qualité. En termes statistiques, la robustesse des charges factorielles est appelée stabilité dimensionnelle d'un modèle. Dans un large éventail d'études empiriques, les facteurs implicites de l'instrument Servqual se sont révélés instables. Les problèmes liés à la stabilité des facteurs de charge peuvent être attribués, du moins en partie, à la nécessité, pour chaque nouvelle enquête Servqual, de modifier l’instrument en fonction du contexte afin de prendre en compte les aspects uniques de la configuration ou du problème du service central . Cependant, on a également émis l'hypothèse que les dimensions de la qualité de service représentées par l'instrument de recherche Servqual ne parviennent pas à saisir la vraie dimensionnalité du concept de qualité de service et qu'il peut ne pas y avoir un ensemble universel de dimensions de qualité de service pertinentes dans toutes les industries de services. 